# Har Karmila
Har Karmila (hebreiska: הר כרמילה) är ett berg i Israel.   Det ligger i distriktet Jerusalem, i den centrala delen av landet. Toppen på Har Karmila är 585 meter över havet.
Terrängen runt Har Karmila är huvudsakligen kuperad, men åt sydväst är den platt.Runt Har Karmila är det mycket tätbefolkat, med 1 411 invånare per kvadratkilometer. Närmaste större samhälle är Jerusalem, 17,3 km öster om Har Karmila. Omgivningarna runt Har Karmila är i huvudsak ett öppet busklandskap.